# Anita Stern Israel
Anita Stern Israel (Caracas, Venezuela, 14 de abril de 1949) es una farmacóloga venezolana. Es profesora titular de la facultad de Farmacia de la Universidad Central de Venezuela (UCV).

## Educación
Estudió primaria y bachillerato en el Colegio Moral y Luces Herzl Bialik. Magister scientiarum en Farmacología, Facultad de Farmacia. UCV (1980). Doctorado en Ciencias. Mención Farmacología. Mención Honorífica, Facultad de Farmacia, UCV (1994).

## Carrera académica
Anita Stern se graduó de la Facultad de Farmacia en 1971 y obtuvo su doctorado en Farmacología en 1994también en la Facultad de Farmacia de la Universidad Central de Venezuela. En 1983 se incorporó a la Sección de Farmacología en el Instituto Nacional de Salud Mental en Bethesda, Maryland, EUA, como "Visiting Fellow" bajo la supervisión de Juan M Saavedra. En 1986 se incorporó a la Unidad de Neuropéptidos de la Facultad de Farmacia (UCV) y desde 1990 es jefe del Laboratorio desarrollando varios proyectos de investigación en el área de las neurociencias y neurofarmacología , especialmente en los aspectos moleculares y fisiológicas de las enfermedades endocrinas y la regulación cardiovascular, así como el estudio de los mecanismos de señalización intracelular de los receptores de neuropéptidos del cerebro.
El trabajo científico con su grupo de la Unidad de Neuropéptidos, ha generado numerosas publicaciones y varios libros. La relevancia de estos estudios se pueden esbozar en el sumario siguiente: 
1. Dilucidó el mecanismo de acción dual de los agentes antihipertensivos, antagonistas de los receptores de la angiotensina II (ARA II), mediante sus estudios funcionales de los receptores AT1 y AT2 de angiotensina II.
2. Describió el mecanismo de segundo mensajero que media la acción central de las endotelinas, las cuales son potentes vasoconstrictores sintetizados por el endotelio vascular en respuesta a angiotensina II, insulina, hipoxia y elevaciones severas de la presión arterial.
3. Demostró la existencia de un sistema adrenomedulinérgico funcional en el cerebelo que participa en la regulación de la presión arterial en situaciones de hipertensión y estrés. El sistema relaciona a la angiotensina II con el estado de resistencia neuronal a la insulina en un modelo de diabetes tipo II, con participación de las especies reactivas de oxígeno en la cascada de señalización intracelular de la angiotensina II. Luego mostró que el daño renal estaba relacionado con un incremento del estrés oxidativo, que conduce a una reducción de la protección de la función renal.
4. Validó científicamente el efecto antidiabético de la planta herbácea Ruellia tuberosa sobre el daño renal en un modelo de ratas diabéticas e in vitro en células de epitelio renal (Vero) sometidas a altas concentraciones de glucosa. El estudio sentó las bases para el estudio fitoquímico y tecnológico de este potencial fitofármaco.

## Publicaciones destacadas
- Israel, A., Correa, F.M.A., Niwa, M. and Saavedra, J.M.: Quantitative determination of angiotensin II binding sites in rat brain and pituitary gland by autoradiography. Brain Res., 322: 341-345, 1984.[1]
- Israel, A., Plunkett, L.M. and Saavedra, J.M.: Quantitative autoradiographic characterization of receptors for angiotensin II and other neuropeptides in individual brain nuclei and peripheral tissue from single rats. Cellular and Molecular Neurobiology, 5: 211-220, 1985.[2]
- Israel, A., Strömberg, Ch., Tsutsumi, K., Garrido, M.R., Torres, M. and Saavedra, J.M., Angiotensin II receptor subtypes and phosphoinositide hydrolysis in rat adrenal medulla. Brain Res. Bull. 38: 441-446. 1995.[3]
- Israel A and Diaz E. Diuretic and natriuretic action of adrenomedullin administered intracerebroventricularly in conscious in rats. Regulatory Peptides, 89(1-3): 13-18, 2000.[4]
- Israel A, Cierco M and Sosa B.  Role of AT2 receptors in the vasodepressor response to footshocks in losartan pretreated rats.  Involvement of kinins, nitric oxide and prostaglandins.  Eur. J. Pharmacol. 394(1):103-108, 2000.[5]
- Mathison Y. and Israel A.  Role of endothelin type B receptor in nitric oxide/cGMP signaling pathway in rat median eminence.  Cellular and Molecular Neurobiology. 22(5-6): 783-795, 2002.[6]
- Figueira L,  Israel A. Desregulación del sistema adrenomedulinérgico cerebeloso en la hipertensión arterial. Revista Latinoamericana de Hipertensión. 8 (1): 9-15, 2013.[7]
- Figueira F, Israel A. Role of cerebellar adrenomedullin in blood pressure regulation. Neuropeptides. 52: 59-66,  2015.[8]

## Gestión universitaria
Stern Israel ejerció los siguientes cargos en la Facultad de Farmacia, UCV:  Directora del Instituto de Investigaciones de (2005-2008), Directora de la Revista de la Facultad de Farmacia UCV,  Jefe del Departamento de Asignaturas Biológicas Básicas (2003-2006), Jefe del Laboratorio de Neuropéptidos (1990-2008).  Además participó fue Secretaria de Actas de la Asociación para el Progreso de la Investigación Universitaria (APIU) (2012-2014).

## Vida familiar
Stern Israel estuvo casada con Isaac Israel y tiene dos hijos: Deborah Israel,  odontóloga y técnico dental en prótesis que vive en North Carolina, EUA; y Mauricio Israel, administrador, que vive en Caracas. Anita Stern Israel vive en Caracas, donde a pesar de jubilada sigue activa en la docencia y la investigación. Disfruta de sus nietos Asher y Eithan, hijos de Mauricio. 

## Premios y reconocimientos
Entre varios reconocimientos destacan: Premio Nacional de Ciencia, Tecnología e Innovación,  2015, Mención "Amplia Trayectoria" 2015, Ministerio de Educación Universitaria, Ciencia y Tecnología; Premio “Mujeres en Ciencia” 2014, Academia de Ciencias Físicas Matemáticas y Naturales, Caracas, Venezuela; Premio Anual de Investigación Lisandro Alvarado, Mención "Mejor Trabajo Científico en el área de Ciencias Básicas" (2000), Universidad Centro-Occidental Lisandro Alvarado, Barquisimeto, Venezuela; Premio Enrique Núñez Olarte 1997, Asociación Colombiana de Farmacología, Cartagena, Colombia; Premio Anual Francisco de Venanzi 1994 a la trayectoria, APIU, UCV; Premio Investigadores Ibero-Americanos, Sociedad Española de Farmacología, Barcelona, España (1994).